# Ожаровице (гмина)
Ожаровице (пол. Ożarowice) — сельская гмина (волость) в Польше, входит как административная единица в Тарногурский повет, Силезское воеводство. Население — 5397 человек (на 2004 год).

## Демография
| Перепись                       | Всего   | Всего | Женщины | Женщины | Мужчины | Мужчины |
| ------------------------------ | ------- | ----- | ------- | ------- | ------- | ------- |
| Единицы                        | человек | %     | человек | %       | человек | %       |
| Население                      | 5397    | 100   | 2758    | 51,1    | 2639    | 48,9    |
| Плотность населения (чел./км²) | 123,4   | 123,4 | 63,1    | 63,1    | 60,4    | 60,4    |

## Солецтва
1. Зендек
2. Нездара
3. Ожаровице — центр гмины
4. Оссы
5. Пыжовице
6. Томпковице
7. Целины